# Caulanthus lasiophyllus
Caulanthus lasiophyllus är en korsblommig växtart som först beskrevs av William Jackson Hooker och George Arnott Walker Arnott, och fick sitt nu gällande namn av Edwin Blake Payson. Caulanthus lasiophyllus ingår i släktet Caulanthus och familjen korsblommiga växter. Inga underarter finns listade i Catalogue of Life.